# Josef Engl
Josef Engl (* 21. Februar 1903 in Budau, Böhmen, Österreich-Ungarn; † 11. März 1974 in Perach) war ein karpatendeutscher Dichter und Lehrer.

## Leben und Werk
Josef Eng wurde 1903 in Budau bei Karlsbad in Böhmen geboren. Engl, der Herkunft nach Egerländer, begann, nach seinem Abitur am Mariascheiner Gymnasium, ein Studium der Theologie, was er jedoch krankheitsbedingt aufgeben musste, stattdessen absolvierte er in Prag eine Ausbildung zum Lehrberuf. Nach einem kurzen Aufenthalt in Krickerhau war Josef Engl von 1927 bis zu seiner Vertreibung in dem kleinen Ort Deutschlitta bei Kremnitz als Lehrer und Direktor tätig. Seine Wahlheimat und sein Beruf formten den karpatendeutschen Heimatdichter. 
Nach 1949 fand Engl eine neue Heimat als Lehrer in Perach am Inn in Bayern. Zuvor hatte er sein Leben als Landarbeiter, Gefängnisinsasse und Fabrikarbeiter geführt. Seine Lebenserfahrungen führten zu volkskundlichen Forschungen und zur literarischen Mitarbeit in Zeitschriften. Er veröffentlichte seine Gedichte unter anderem im Karpatenbote, in der Karpatenpost und im Karpatenjahrbuch. Zu seinem Werk gehören auch Kurzgeschichten, jedoch der größte Teil seines literarischen Schaffens lag in der Lyrik. In den 1960er und frühen 1970er Jahren ehrte ihn der Verlag Hilfsbund Karpatendeutscher Katholiken e.V in Parnkofen mit einer dreiteiligen Gedichtband-Reihe Von Heimat zu Heimat. Publiziert wurden die drei Bände in den Jahren 1962, 1967 und 1970.
Josef Engl war seit 1933 mit Hilda Drack verheiratet. Aus dieser Ehe stammen drei Kinder, zwei Töchter und ein Sohn. Engl verstarb 1974 im Alter von 71 Jahren in seiner zweiten Heimat Perach in Bayern.

## Schriften (Auswahl)
- Von Heimat zu Heimat : Gedichte. Lyrik. Verlag Hilfsbund Karpatendeutscher Katholiken e.V., Parnkofen, 1962
- Von Heimat zu Heimat : Gedichte. Bd. 2 Lyrik. Verlag Hilfsbund Karpatendeutscher Katholiken e.V., Parnkofen, 1967
- Von Heimat zu Heimat : Gedichte. Bd. 3 Lyrik. Verlag Hilfsbund Karpatendeutscher Katholiken e.V., Parnkofen, 1970